# Bains municipaux de Colmar
Les bains municipaux sont un bâtiment de Colmar construit entre 1903 et 1906.

## Localisation
Ce bâtiment est situé rue des Unterlinden à Colmar, sur une ancienne dépendance agricole du couvent des Unterlinden, l'Ackerhof.
Les bains se trouvent à côté du Musée Unterlinden, dont il est devenu une annexe courant 2015.

## Historique

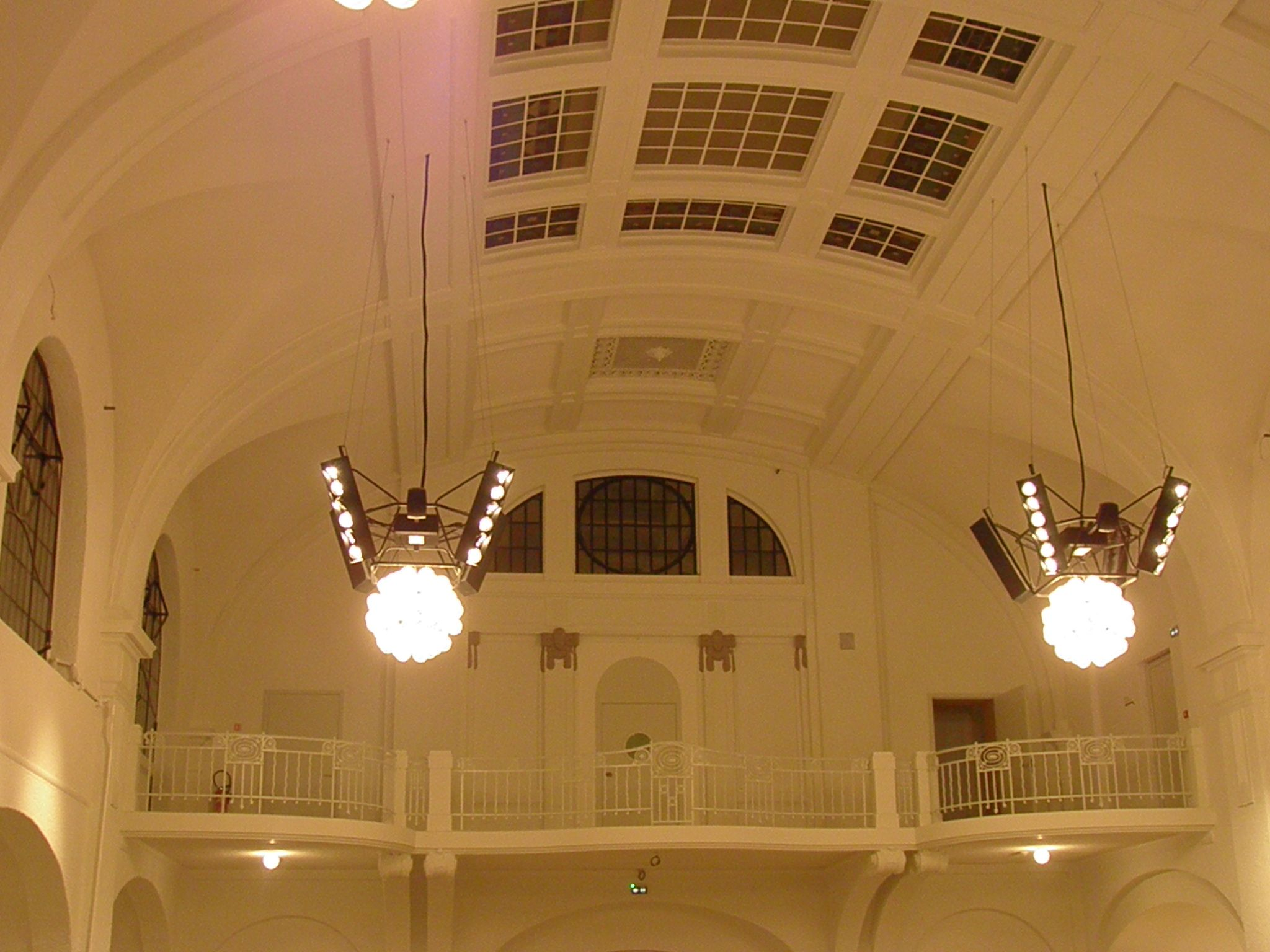
L'intérieur du bâtiment après sa restauration et son rattachement au musée Unterlinden

Le chantier débute à l'été 1903 et ouvre au public le 26 juin 1906 sous le nom d'Unterlinden Bad, nom qu'il gardera jusqu'en 1923.
L'édifice est bombardé en 1917 qui détériore notamment sa toiture.
Sa fréquentation est 87 434 entrées en 1907 et atteint un pic de 259 000 en 1957. Mais elle chute à 58 837 en 1999 et l'établissement ferme définitivement ses portes le 13 décembre 2003,.